# Валевона (Фођа)
Валевона (итал. Vallevona) је насеље у Италији у округу Фођа, региону Апулија.
Према процени из 2011. у насељу је живело 11 становника. Насеље се налази на надморској висини од 184 м.